# John Bany
John Bany (* um 1950) ist ein US-amerikanischer Musiker (Kontrabass, auch Gesang), in Chicago im Dixieland und Mainstream Jazz tätig.
Bany, der als Bassist und Sänger in der Musikszene Chicagos tätig war, spielte u. a. mit Bob Perna, Eddie Higgins, Chuck Hedges, Joe Venuti, The Swinget, Tom Saunders, Bud Freeman, Jim Beebe, Bobby Lewis und Paul Asaro. Außerdem nahm er unter eigenem Namen zwei Alben auf. Im Bereich des Jazz war er laut Tom Lord zwischen 1975 und 2007 an zwölf Aufnahmesessions beteiligt. Regelmäßig trat er mit einem eigenen Trio im Jazzclub Andy’s auf, in dem er auch Jamsessions organisierte. Ab den 1980er-Jahren spielte Bany mit Doc Cheatham, Stu Katz, Bobby Roberts und Barrett Deems. Des Weiteren wirkte er mit Musikern wie Wild Bill Davison, George Masso, Marty Grosz, Dave McKenna und Milt Hinton an einem Eddie-Condon-Tribut-Konzert mit.

## Diskographische Hinweise
- John Bany Sings...For His Favorite People,...But Not Enough to Hurt His Playing (1993), mit Greg Fishman, John Young, Martin
- Our Family (2007), u. a. mit Dave Hibbard, Tony Pinciotti, Art Davis, Ryan Shultz